# Spirocypris splendida
Spirocypris splendida är en kräftdjursart som först beskrevs av N. C. Furtos 1933.  Spirocypris splendida ingår i släktet Spirocypris och familjen Cyprididae. Inga underarter finns listade i Catalogue of Life.